# Antoine Coypel
Antoine Coypel, francoski slikar, * 11. april 1661, Pariz, Francija, † 7. januar 1722, Pariz. 
Njegov oče, Noël Coypel in njegov polbrat, Nöel-Nicolas Coypel sta bila tudi zelo znana slikarja.
Leta 1716 je postal kraljevi slikar.